# Hotel Balneario Melincué
El Hotel Balneario Melincué fue un hotel de la localidad santafesina de Melincué.

## Historia
La historia del hotel comienza en 1933, cuando los empresarios Bartolomé Tersano y Arístides Maghenzani, decidieron invertir en la localidad de Melincué, y construyen, en una de las seis islas naturales que poseía la laguna homónima, un complejo hotelero de jerarquía, según los parámetros de la época. En el momento de su apertura era el único complejo turístico de la zona.
Para llegar a la isla donde fue levantado el hotel, se construyó una pasarela de 1.500 m construida con palos de quebracho.
La intención de los dueños era la de explotar las prácticas de baños termales, eoloterapia, aguas mineromedicinales, helioterapia, aislamiento, lejanía de los centros urbanos, reposo, balneoterapia y fangoterapia, tan populares en esa época.
El hotel poseía 34 habitaciones exclusivas y una serie de comodidades que le sumaban categoría: tenía un comedor con orquesta, playa con casillas de madera, estación de servicio, usina eléctrica propia, muebles de origen italiano, piano de cola para animar las veladas, pista de bowling y hasta llegó a tener, años más tarde, una pista de aterrizaje.
El mismo año de la inauguración del hotel, una crecida inundó el pueblo y amenazó el emprendimiento sin causar daños en el mismo.
Pero en 1941 el complejo tuvo que ser abandonado al sufrir la primera inundación importante. Este siniestro hizo que el hotel permaneciera cerrado hasta 1967, año en el que volvió a abrir sus puertas y a partir del cual comenzó a vivir su verdadero apogeo, que se prolongó hasta 1975.
En marzo de 1975, una impresionante lluvia elevó el nivel del agua en la laguna y sumergió todo el hotel y parte el pueblo. Esta vez el agua no fue como en 1941, avanzó hasta sumergir las islas y en 1980 el edificio fue «tragado» por las aguas. Así permaneció por más de veinte años, antes de emerger en ruinas.
Desde hace varios años, la canalización que sufrió la laguna dejó ver las ruinas del hotel transformándolo en un atractivo para quienes pueden llegar hasta él.